# Строгинский бульвар
Строги́нский бульва́р (название утверждено 6 августа 1979 года) — улица в Северо-Западном административном округе города Москвы на территории района Строгино. Пролегает между Неманским проездом и Таллинской улицей. Нумерация домов начинается от Неманского проезда.

## Происхождение названия
Улица названа по существовавшей на этом месте деревне Строгино.

## Здания и сооружения
По нечётной стороне:
- № 1 — ТЦ «Дарья»;
- № 1, к. 2 — ТК «Лукоморье», кофейня «Кофе Хауз»;
- № 9 — универсам «Пятерочка», магазин автозапчастей «Авто 49», зоомагазин «Бетховен»;
- № 15 — продуктовый магазин «Савала»;
- № 21 — ресторан «Строгинская гавань».

По чётной стороне:
- № 2, к. 2 — Пенсионный фонд РФ. Главное управление № 9, клиентская служба Строгино;
- № 10, к. 3, г — Клиника «Studio Smile»;
- № 28 — Центр госуслуг района Строгино.

## Транспорт

### Автобус
- 626  Строгино —  Молодёжная (только в сторону метро «Молодёжная»)
- 631  Тушинская — 3-й микрорайон Строгина
- 652 Таллинская улица — 3-й микрорайон Строгина
- 654 3-й микрорайон Строгина — Улица Маршала Прошлякова
- 743 Таллинская улица — Мякинино
- 782 2-я Лыковская улица — Таллинская улица
- 881  Строгино — Звенигород (пригородный).
- С11 Таллинская улица — 8-й микрорайон Митина

### Метро
- Станция метро «Строгино» Арбатско-Покровской линии.

### Остановки наземного городского пассажирского транспорта
- «Метро „Строгино“ (восточный вестибюль)» — Автобусы №: 626, 631, 652, 654, 743, 782, С11.
- «Метро „Строгино“ (западный вестибюль)» — Автобусы №: 626, 631, 652, 654, 743, 782, С11.
- «Универмаг» — Автобусы №: 626, 631, 652, 654, 743, 782, С11.

## Зона отдыха
Строгинский бульвар представляет собой ухоженную прогулочную зону. Работы по благоустройству прошли здесь в 2017 году в рамках программы «Развитие городской среды». Строгинский бульвар значился как «знаковый объект».
На бульваре обустроены пешеходные дорожки, зоны отдыха, в том числе под перголами, есть детская и спортивная площадки. Высажены многолетние растения.

## Программа «200 православных модульных храмов»
В 2010 году патриарх Кирилл выдвинул идею массового строительства на территории Москвы типовых православных храмов, расположенных в непосредственной близости от жилых домов, зачастую в природоохранных лесопарковых и береговых зонах. Одним из адресов планируемого строительства стал Строгинский бульвар, владение 14, где предполагалось построить храм в честь Новомучеников и Исповедников Российских. Храм планировался к строительству ещё за несколько лет до этой программы, и рядом с местом строительства ещё в 2008 г. был построен временный храм. Как заявил 15 апреля 2012 года куратор этой программы Владимир Ресин, побывавший накануне Пасхи в редакции «Российской газеты», это первые 12 храмов из двухсот, которые должны построить в текущем году. Эти планы вызвали серьёзную озабоченность местных жителей и акции протеста, поскольку из общего пользования изымаются дефицитные рекреационные зоны, а само строительство сопровождается вырубкой зелёных насаждений. Окончание строительства храма планировалось в 2016 году.